# 렝크 임 지멘탈역
렝크 임 지멘탈역(독일어: Bahnhof Lenk im Simmental)은 스위스 베른주에 있는 렝크 임 지멘탈 시정촌의 기차역이다. 이 역은 1,000mm 미터궤 몽트뢰 오버란트 베르누아 철도의 몽트뢰-렝크 임 지멘탈선의 동쪽 종점이다.

## 운행편
다음 서비스는 렝크 임 지멘탈에서 정차한다:
- 레기오 : 츠바이지멘까지 매시간 운행